# Sunoco
Sunoco — американская нефтяная компания, занимающаяся оптовой и розничной торговлей нефтепродуктами. Штаб-квартира располагается в Далласе, штат Техас.
В Канаде компания работала через дочернюю структуру — Suncor  Energy, которая с 1995 года является независимой компанией.
Компания в 2011 году занимала 252-е место в Fortune Global 500.

## История
Компания была основана в 1886 году как The Peoples Natural Gas Company в Питтсбурге, штат Пенсильвания. В 1890 году компания была переименована в Sun Oil Company. В 1901 году компания вновь переименована в Sun Company.
В 1920 году была открыта первая АЗС компании. В 1922 году компания вернулась к прежнему наименованию — Sun Oil Company. В 1925 году её акции были размещены на Нью-Йоркской фондовой бирже.
В послевоенные годы Sun Oil Company начала международную экспансию: в 1953 году был введён в эксплуатацию НПЗ в Сарнии (Канада), в 1957 году началась разработка нефтяного месторождения Маракайбо в Венесуэле (оно было национализировано в 1975 году).
Sunoco известна тем, что на её АЗС в 1956 году впервые появилась возможность заливать бензин с различным октановым числом через один топливно-раздаточный комплекс.
В 1967 году компания создаёт компанию Great Canadian Oil Sands Limited для добычи углеводородов из нефтяных песков месторождения Атабаска.
В 1968 году Sun Oil объединяется с Sunray DX Oil Company. На протяжении почти 20 лет объединённая компания реализовывала бензин под двумя брендами: Sunoco и DX. Только в конце 1980-х годов был произведён ребрендинг АЗС DX в Sunoco.
В 1976 году компания была переименована в Sun Company. В 1980 году Sun Company приобрела компанию Pacific Oil Company за $2,3 млрд.
В 1980-х годах география деятельности компании была расширена за счёт добычи в Северном море и в Китае, но к 1990-м годам все зарубежные активы были проданы, компания приняла решение сконцентрироваться на нефтепереработке и реализации нефтепродуктов в США. В 1988 году компания поглотила Atlantic Refining and Marketing. В рамках реализации выбранной стратегии компания в 1995 году продала свои добывающие мощности в Канаде (Suncor  Energy).
В 1998 году компания изменила название на Sunoco Inc. В 2010—12 годах все НПЗ компании были закрыты или проданы; последний из них, находившийся в совместной собственности с The Carlyle Group в Филадельфии, был закрыт в 2019 году после крупного пожара.
В 2012 году компания была поглощена Energy Transfer Partners, в 2016 году штаб-квартира была перенесена из Филадельфии в Даллас. В 2014 году были куплены и слиты с Sunoco компании Susser Holdings Corporation (сеть магазинов) и Aloha Petroleum (сеть АЗС на Гавайях).
В 2024 году Sunoco inc. купила компанию NuStar Energy за 7,3 млрд долларов.

## Деятельность
Деятельность компании включает оптовую торговлю нефтепродуктами операторам автозаправочных станций, продажу горючего через собственные АЗС, также компании принадлежит 6 торговых центров. Деятельность сосредоточена в восточной части США и на Гавайях.